# Гарвелл
Гарвелл — село та громада в графстві Оксфордшир, Англія. Через місто проходить автомобільна дорога A417.
Відоме двома науковими центрами, що були побудовані неподалік села в середині XX століття: Гарвелльською лабораторією з атомної енергетики та радіобіологічний центр Ради медичних досліджень Великої Британії з банком мишачих ембріонів (англ. FESA, Frozen Embryo and Sperm Archive) та Центром Мері Лайон з дослідження геноміки мишей. На початку XXI століття ці дослідницькі центри об'єдналися, утворивши Гарвелл-Кампус.

## Історія
На території громади знайдено низку римських монет, проте наявність поселення римських часів не доведено. Першим надійно встановленим поселенням є залишки цвинтаря початку VI століття, ймовірно саксонського поганського, деякі предмети з якого зберігаються в музеї Ашмола. У цей період територія Гарвелла належала до королівства Вессекс. Збереглися грамоти королів Едгара та Етельреда з X століття, які передавали Гарвелл від одного васала до іншого. Перед норманським завоюванням Англії, Гарвелл належав Архієпископу Кентерберійському та одночасно Вінчестерському єпископу Стіганду.
Гарвелл згадується у найстарішому переписі населення Європи — Книзі Страшного суду 1086 року. Повідомляється, що в селі був млин та каплиця, а маєтки навколо належали Вінчестерському єпископу Вокеліну та нормандському лицарю Роджеру д'Іврі.
У 1935 році поблизу Гарвелла було побудовано військовий аеродром Гарвелл, на якому базувалися військові літаки Британії під час Другої світової війни. Аеродром функціонував до 1945 року, після чого був переданий Гарвелльській атомній лабораторії, а також у середині 1950-х — Лабораторії Резерфорда-Епплтона.
До 1974 року село знаходилося у графстві Беркшир, а пізніше перейшло до Оксфордширу.
У 1960 році в Гарвеллі було проведено перший симпозіум з питань технологій термоядерного синтезу «SOFT».
У 2016 році новий проект забудови сусіднього містечка Дідкот, що має прилягати до меж старовинного села, викликав протест селян.

## Відомі мешканці
- Еміль Юліус Клаус Фукс — німецький фізик-ядерник та радянський шпигун
- Мері Лайон — британський генетик

## Галерея

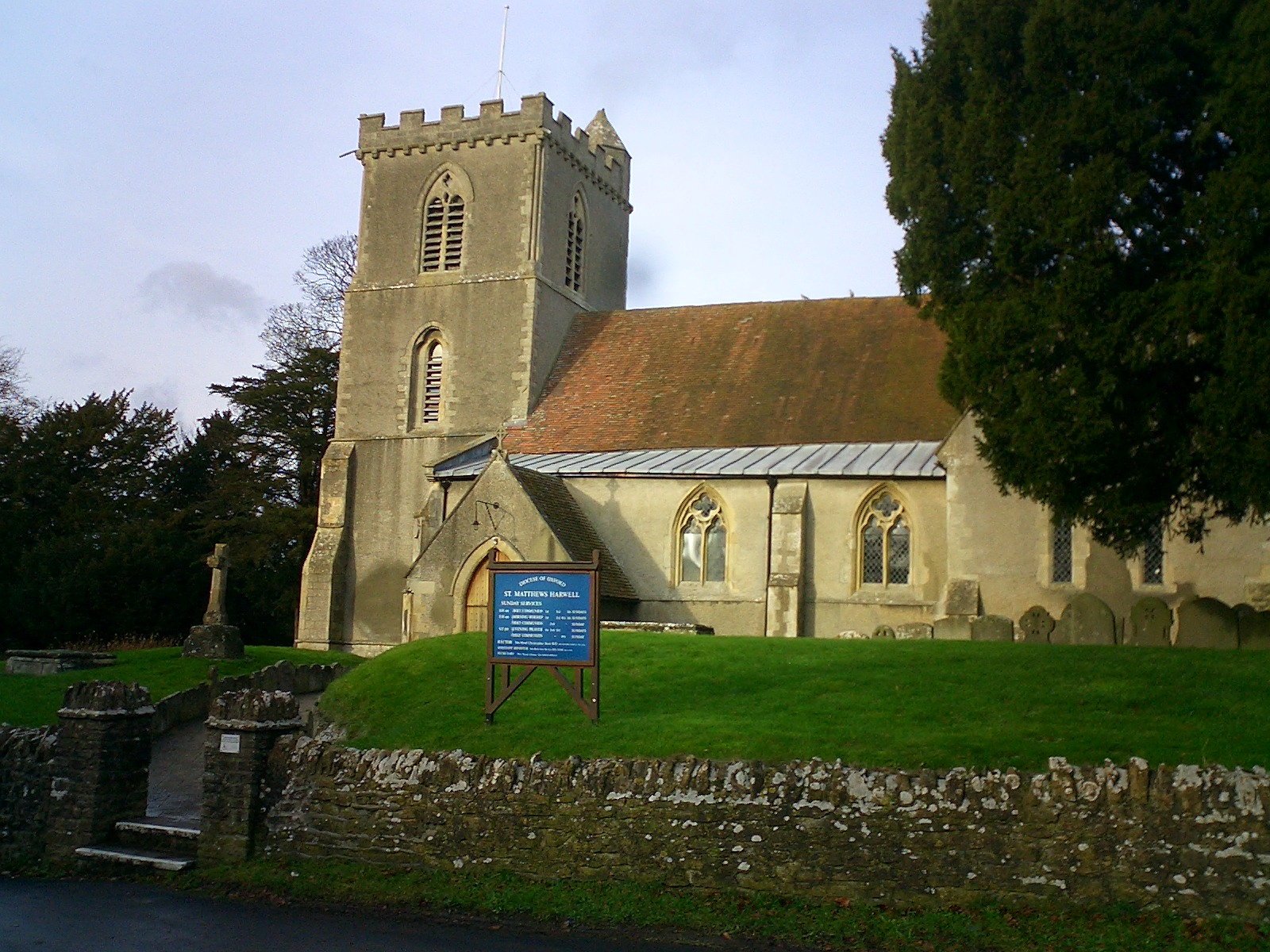
Церква Святого Матвія
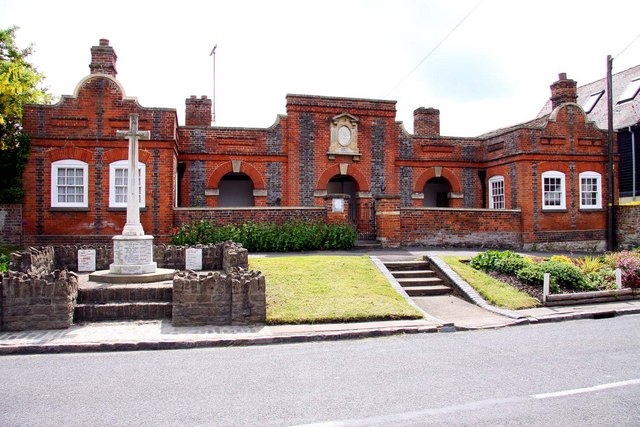
Богадільня й пам’ятний хрест жертвам війни
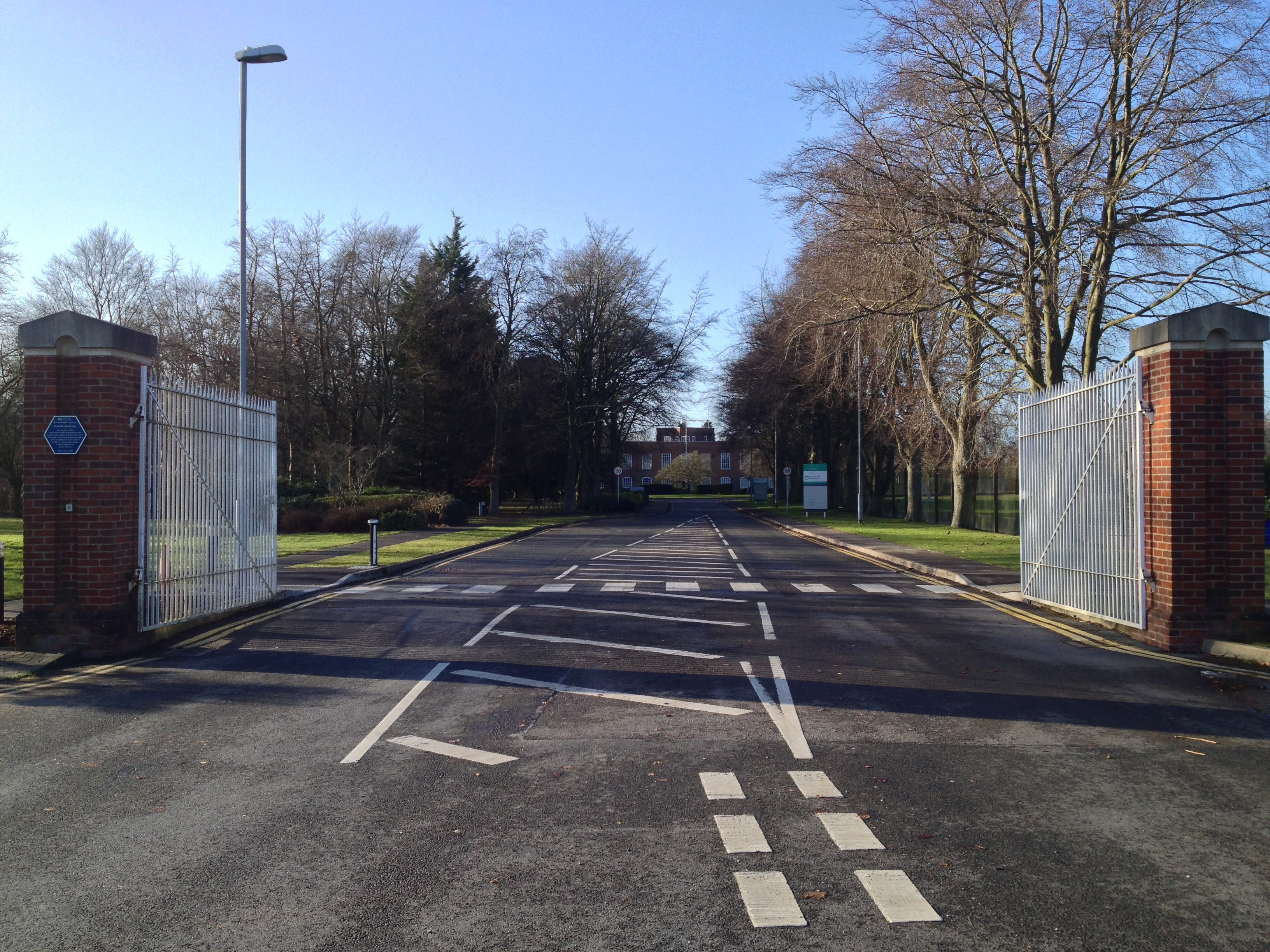
Головні ворота Науково-дослідного центру атомної енергетики